# Ketti Frings
Katherine „Ketti“ Frings (Geburtsname: Katherine Hartley; * 28. Februar 1909 in Columbus, Ohio; † 11. Februar 1981 in Los Angeles, Kalifornien) war eine US-amerikanische Drehbuchautorin und Dramatikerin, die 1958 für das Theaterstück Look Homeward, Angel, eine Adaption von Thomas Wolfes gleichnamigem Roman, mit dem Pulitzer-Preis für Theater ausgezeichnet wurde.

## Leben
Katherine Taylor, die aus irisch-schottischen Einwandererfamilien stammte, arbeitete zuerst als Werbetexterin und dann als Agentin für Öffentlichkeitsarbeit, ehe sie unter dem Pseudonym Anita Kilgore Vorlagen für Hörfunksendungen und Antworten für Schauspieler in Fanzeitschriften verfasste. 1939 heiratete sie den aus Deutschland stammenden Boxer und Künstleragenten Kurt Frings, einen Neffen des späteren Erzbischofs von Köln und Kardinals Joseph Frings.
In der Folgezeit arbeitete sie unter dem Künstlernamen Ketti Frings und verfasste Drehbücher und Vorlagen zu fast zwanzig Filmen wie 1941 zu Das goldene Tor (Originaltitel Hold back the dawn) von Mitchell Leisen nach ihrem Stück Memo to a Movie Producer. Weitere bekannte Filme nach von ihr verfassten Drehbüchern waren Strafsache Thelma Jordon (1950) von Robert Siodmak und Kehr zurück, kleine Sheba (1952) von Daniel Mann.
Ihren größten Erfolg hatte sie mit Look Homeward, Angel, einer Adaption von Thomas Wolfes gleichnamigen Roman, für das sie 1958 den Pulitzer-Preis für Theater erhielt und für den Tony Award für das beste Theaterstück nominiert war. Außerdem kürte sie die Tageszeitung Los Angeles Times zur „Woman of the Year“. Für die Vorlage für das Musical Walking Happy wurde sie 1967 zusammen mit Roger O. Hirson für den Tony Award für das beste Musical nominiert.

## Dramen
Dramen und weitere Veröffentlichungen
- 1940: Hold back the dawn
- 1942: Mr Sycamore
- 1944: God’s front porch (Roman)
- 1954: Beautiful Stranger
- 1955: Foxfire
- 1957: Look Homeward, Angel
- 1960: The Long Dream
- 1966: Walking Happy
- 1972: Pippin
- 1978: Angel

## Filmografie
- 1941: Das goldene Tor (Hold Back the Dawn)
- 1943: Die Waise von Lowood (Jane Eyre)
- 1944: Guest in the House
- 1948: Es begann in Rio (Look Before You Love)
- 1949: Frau in Notwehr (The Accused)
- 1950: Stadt im Dunkel (Dark City)
- 1950: Strafsache Thelma Jordon (The File on Thelma Jordon)
- 1951: Auf Bewährung freigelassen (The Company She Keeps)
- 1952: Aus Liebe zu Dir (Because of You)
- 1952: Kehr zurück, kleine Sheba (Come Back, Little Sheba)
- 1955: In all diesen Nächten (The Shrike)
- 1961: Und die Nacht wird schweigen (By Love Possessed)
- 1961: Schau heimwärts, Engel (Fernsehfilm)
- 1975: Mr Sycamore